# Liste der Bodendenkmale in Neukirch/Lausitz
In der Liste der Bodendenkmale in Neukirch/Lausitz sind die Bodendenkmale der Gemeinde Neukirch/Lausitz und ihrer Ortsteile nach dem Stand der Auflistung von Harald Quietzsch und Heinz Jacob aus dem Jahr 1982 aufgelistet. Eventuelle Änderungen und Ergänzungen, insbesondere aus der Zeit nach der Wende, sind nicht berücksichtigt, da für Sachsen aktuell keine neueren allgemein zugänglichen Bodendenkmallisten vorliegen. Die Baudenkmale sind in der Liste der Kulturdenkmale in Neukirch/Lausitz aufgeführt.
| Denkmal-ID | Fundart            | Ortsteil       | Bezeichnung                      | Zeitstellung | Lage | Bemerkungen                                                                      | Bild |
| ---------- | ------------------ | -------------- | -------------------------------- | ------------ | --- | -------------------------------------------------------------------------------- | ---- |
| ?          | Befestigung        | Niederneukirch | Wallanlage unbekannter Bedeutung | Mittelalter? | südsüdwestlich des Orts auf dem Gipfel des Valtenbergs, auf dem Gebiet der Gemarkungen Niederneukirch und Oberputzkau (Schmölln-Putzkau) | Ringwall in Gipfellage, in Resten erhaltener Steinwall, Schutz seit 5. Juli 1960 |      |
| ?          | Befestigung > Burg | Oberneukirch   | Wasserburg                       | Mittelalter  | Westrand von Oberneukirch, nördlicher Gutsbereich                                                                                        | überbaut und verändert, Schutz seit 17. April 1937, erneuert 5. Juli 1960        |      |